# ماكسيميليانو مارتينيز
ماكسيميليانو مارتينيز (بالإسبانية: Maximiliano Martínez)‏ هو لاعب كرة قدم أرجنتيني في مركز ظهير ‏، ولد في 1 سبتمبر 1992 في سان ميغيل دي توكومان في الأرجنتين. لعب مع نادي أتليتكو للبنين ‏.

## وصلات خارجية
- ماكسيميليانو مارتينيز على موقع قاعدة بيانات كرة القدم.إي يو (الإنجليزية)
- ماكسيميليانو مارتينيز على موقع Soccerway.com (الإنجليزية)